# ゾイドフューザーズ
『ゾイドフューザーズ』は、日本のテレビアニメ作品。2004年10月3日から2005年4月3日までテレビ東京系列で放送された。全26話。
ゾイドシリーズのテレビアニメ第3作。本作から放送キー局は毎日放送からテレビ東京になった。前作『ゾイド新世紀/ゼロ』と同様にゾイドバトルを主軸にしたストーリーであるが、同作品との関連性はなく、設定も異なっている。

## あらすじ
ZAC2230年。東方大陸に位置する近代都市・ブルーシティ。ゾイドバトルチーム・マッハストームに所属する少年RD（アールディー）は、父親が遺したライガーゼロを愛機に、何でも屋をしながら、Ziファイターとしてゾイドバトルへの出場を目指していた。
そんなある日、エキシビジョンマッチにおいてゾイド同士の合体によりその能力を飛躍的に向上させる「Ziユニゾン（ユニゾン）」の存在が知れ渡り、Ziファイターたちは自分のゾイドとユニゾンできるゾイド・Ziパートナーを捜し求めるようになる。
そしてRDのライガーゼロにも、ファイヤーフェニックスとのユニゾン能力が明らかになる。

## 登場人物

### チーム・マッハストーム / Mach Storm Team
ブルーシティ郊外の時計台に事務所を構えるバトルチーム。ゾイドバトルの出場費用を稼ぐため、普段は何でも屋を兼業している。かつては強豪チームだったらしく、バトルのチャンピオンチームになったこともある。
RD / R.D.
声 - 野島健児
本編の主人公で、マッハストームに所属するZiファイター。行方不明になった父親・アッシュが追い求めた「伝説のゾイド / Alpha Zoid」を見付けることを夢見ている。陽気ながらも我の強い性格のため、子供扱いされることを極端に嫌ったり、他人に素直になれない一面を見せることもあるものの、ゾイドを相棒として捕らえる思いは人一倍強い。物語前半では治安局チーフのガミーに叱られることが多かったが、後半では彼に頼りにされることが多くなっていく。ゾイドの操縦はかなり器用で、ファイヤーフェニックスを襲ったストームソーダーやダークホーンなどのゾイドをライガーゼロで一瞬の間に撃破する、レイノスやゼロフェニックスのGを伴った飛行操作への適応、通常の人間には耐えられないユニゾンと分離など数々の能力を披露している。
愛機は父親・アッシュの形見であるライガーゼロで、パートナーのファイヤーフェニックスとユニゾンすることにより、ライガーゼロフェニックスへとパワーアップすることができる。また、中盤では新たにジェットファルコンをパートナーとし、ライガーゼロファルコンへのユニゾンを発動させた。
スイート / Sweet
声 - 中村千絵
RDの幼馴染で、RDより1歳年上（第5話）。マッハストームでは事務や雑務を担当。チームの中でも良識的な性格の持ち主だが、時折ミーハーじみた言動や勝気な面を見せることも。RDとは口喧嘩をすることがあるものの、同時によき理解者（RD曰く「姉と言うよりは母親のような存在」）として彼の身を案じる一面を持ち合わせている。また、RDには少なからず好意を抱いているのか、彼が女性に目尻を下げる姿に嫉妬することもある。
グスタフを乗機とし、マッハストームがゾイドハンティングへ赴く際には彼女がZiファイターとその愛機の輸送を担当する。
シグマ / Sigma
声 - 勝杏里
RD同様、マッハストームに籍を置くZiファイター。バトルでは主に後方支援を担当する。底抜けに楽天的な性格の持ち主で、先輩風を吹かせてはRDを「お子ちゃま」扱いすることが多く、RDとはしばしば一悶着を起こす。射撃重視の戦闘スタイルは、元マッハストームのメンバーであるマービスの影響によるもの。ボルドガルドを愛機としていたが、セイバータイガーホロテックの襲撃を受け再起不能にされてしまう。
その後、ハルドから譲り受けたレオストライカーでホロテックへの雪辱を果たし、以降はそのレオストライカーを愛機としている。
また、レオストライカーはユニゾンの際、コマンドストライカーの武装ユニットとして機能する。
マスクマン / Helmut
声 - 中田譲治
マッハストームのチームリーダーを務めるZiファイターで、常に頭の上半分を覆うマスクを着用している。マッハストームには強豪時代から所属しており、沈着かつ冷静な判断でチームをまとめている。RDにとっては父親代わりとも言える存在であり、彼のバトルスタイルが強豪時代のマスクマンと同じ格闘戦主体であることにもその影響が表れている。昔はRDのようにやんちゃな性格であったことがサンドラの言葉から窺える。
愛機とする青いコマンドウルフACは、シグマのレオストライカーとユニゾンすることでコマンドストライカーへのパワーアップが可能となる。
なお、コマンドウルフACの機体色は初ユニゾンの際に青から白に変化した（第15話）。
エミー / Amy
声 - 水野愛日
「流れ星」の二つ名を持つマッハストームの女性ファイター。ちゃっかりした性格の持ち主で世渡り上手。また、チームの中では珍しくフリーランスの立場にあり、普段は単独で依頼を請け負うことが多い。しかし、それが仇となり肝心な時に姿を見せないことも。
なお、年齢は24歳とされている（DVD第1巻の特典である設定資料に、5年前は19歳であるといった趣旨の記述がある）。
愛機はオレンジ色のケーニッヒウルフMk-II。
マット / Matt
声 - 恒松あゆみ
マッハストームで雑務を務める少年。1人暮らしをしていたが、ふとしたことでRDと出会い、それ以降はマッハストームに身を置いている。
愛機はレオブレイズ。しかし、マトリクスドラゴンの一件でこのレオブレイズは失われたのか、それ以降1人でゾイドに乗る描写はない。
ダン / Dan
声 - 遠近孝一
マッハストームの整備担当。前々からRDのライガーゼロに興味を抱いており、唯一ライガーゼロを使うマッハストームに調査の意味合いも含めて加入する。
以降はバトルにおいて様々な解説やアドバイスを提供している。飄々とした性格の持ち主で、時折ゾイドとは無関係のことで物好きな一面を見せることもある。
第16話では、機体の色が通常機と異なる色のヘルディガンナーに搭乗していた。
ホップ / Hop
声 - 坂口哲夫
マッハストームの経理担当。気が小さい性格の持ち主で、マッハストームの財政とトラブルメーカーのRDに頭を悩ませている。しかし、大金が絡むと即座に目の色を変えてしまうことも。親類としてブラウンシティに兄弟がおり、物語の終盤でリヒタースケールの手による圧政が行われた際にその存在が語られている。

#### マッハストーム関係者
マッハストームにかつて所属していたZiファイターや、縁のある人物。
アッシュ
かつてマッハストームに身を置いていたZiファイター。RDの父親であり、彼が幼いころに「伝説のゾイド」を探すためにチームを離れて以来、消息不明となっている。
ハルド / Haldo
声 - 糸博
ブルーシティで運送業を営む老人で、イチゴソーダを愛飲する。強豪時代のマッハストームを知る数少ない人物であり、数年ぶりに護送を依頼したマッハストームとは懇意の間柄となっている。アッシュの求めた伝説のゾイドの真偽を探るため敢えてウソの情報を流すこともあった。また、物語終盤でマッハストームにレベッカを紹介したことから、様々なZiファイターと顔が通じている（その際、ハルドはブレードにも顔を出すように声を掛けていたのだが、彼がその場に現れることはなかった）。
愛機はグスタフ。今日までグスタフ一筋を貫いてきた男で、今まで乗り継いできたグスタフの操縦桿を大事に保管している。
マービス / Marvis
声 - 堀之紀
かつてマッハストームに所属していたZiファイター。力のみを信奉する傲慢かつ冷酷な性格で、基本的に一撃必中を信条とした射撃戦をバトルスタイルとしており、その戦法は当時彼を尊敬していたシグマにも引き継がれている。マスクマンやアッシュと同様にマッハストームの古株ではあったが、シグマが新米だったころに突如チームを脱退。その直後に治安局のゾイドを襲撃したため、刑務所に収監される。だが、自らの逮捕に手を貸したマスクマンに復讐するため、刑務所を脱獄。マッハストームに時間無制限の非公式バトルを挑んできた。
大量のザバットやガンスナイパーを用いてマッハストームの面々を追い詰め、コマンドストライカーへのユニゾンを発動させたマスクマンとシグマに敗れるが、不気味な捨て台詞を残して姿をくらます。そして物語終盤、ブルーシティの新市長となったアルファ・リヒターの手先として、治安局の局長補ならびに特殊部隊キュラッシャー隊の隊長の地位に就き、マッハストームとは最後まで敵対した。
以前、マスクマンを試合中に暗殺しようとしたところを前マッハストームのリーダーであったグラハムに阻まれており、結果的に彼を死に追いやった張本人でもある。
シャドーフォックスを乗機としていたが、物語終盤ではスティルアーマーに搭乗した。
グラハム / Graheme
声 - 長克巳
マッハストームの先代チームリーダー。現サベージハンマーのオーナーであるサンドラの実の父でもあった。あるバトルの試合中、マービスがマスクマンを狙っていることに気づいてマスクマンを庇ったため、自分自身がマービスの攻撃にさらされて死亡した。しかし、この事実は誰にも知られることはなく、サンドラはそのマービスにマスクマンが彼を殺したと吹き込まれてマッハストームを離れることになった。
乗機はセイバータイガー。

### チーム・サベージハンマー / The Savage Hammer Team
ブルーシティ都心部の高層マンションに事務所を置くバトルチーム。マッハストームを敵視しており、打倒マッハストームのためには、いかなる手段もいとわない。また、裏の社会と通じているためか、裏家業の代行を請け負うこともある。
ブレード / Blake
声 - 間島淳司
RDのライバルで、サベージハンマーに身を置くZiファイター。過去のある出来事からRDを目の敵とし、それ以降は彼を執拗に付け狙う。性格は至って冷静で、同時に自身が納得できない依頼は請け負わないほどの高いプライドを持ち合わせている。だが、RDに対しては憎しみの余り、熱くなり過ぎることも少なくない。
RDとは過去にデビュー戦で対戦しており、その際に愛機としていたジェノザウラーがマシントラブルを起こし、屈辱的な敗北を経験している。その後サンドラから、「トラブルはRDにより仕組まれていた」と聞かされ、彼への復讐を果たすべくサベージハンマーに加入する。しかし、対戦を重ねるうちにRDの人間性を知り、次第に彼との戦いを自分の生きがいと感じ、時として一時休戦のような形で共闘する場面も。物語終盤では、サンドラからデビュー戦の真相を明かされたこともあり、RDとの確執は自然と消えていった。
劇中初期はバーサークフューラーを乗機としており、後輩のリュックの操縦するバスターイーグルとのユニゾンによって“バスターフューラー”へのパワーアップが可能となる。また、物語中盤からはリュックの手引きによって入手した凱龍輝に搭乗。後にエヴォフライヤーやディスペロウとのユニゾンにより、“凱龍輝スピード”、“凱龍輝デストロイ”へのパワーアップが可能になり、その潜在能力を引き出すことに成功した。サベージハンマーに加入する前（もしくは直後）はジェノザウラーが彼の乗機であったが、RDとのバトルで修復不能になったようである。
サンドラ / Sandra
声 - 湯屋敦子
サベージハンマーの女性オーナー。その手元には常に、飼い猫であるエルザを置いている。マッハストームに憎悪を抱いており、彼らを潰すためにありとあらゆる刺客を差し向けた。
実はマッハストームの先代チームリーダー・グラハムの愛娘であり、かつてはチームの一員としてマッハストームに籍を置いていたこともあった。しかし、突然の父の死の原因とその後にチームを乗っ取ったのはマスクマンであると思い込んでいたのがその確執の理由であった。その後は義兄であるアルファ・リヒターの支援を受け、サベージハンマーを結成し、裏社会の人間とも関りを始め取引を行うようになっていった。素質に目を付けたブレードを策略でサベージハンマーに引き込み、RD、ひいてはマッハストームへの憎しみを煽って彼を戦わせていた。
アルファは彼女を手駒としか見ておらず、終盤では究極のゾイドであるセイスモサウルスを完成させブルーシティの市長となった直後に彼に縁を切られ、同時にリヒタースケールのスパイだったバートンや裏社会の人間からも次々と見放されていった。やがて憎悪と復讐に虚しさを感じてブレードに真実を伝えた。そしてリヒターとの決戦時にエメラルドハーバーにてRD達の前に現れZiファイターたちにサポートを行う。バートンが襲撃してきた際に、父グラハムを死なせたのはマービスであることを明かされると言葉を失ってしまった。リヒタースケールとの激戦の後、マスクマンとも和解し、マッハストームに勤めることとなる。
リュック / Luke
声 - 下和田裕貴
サベージハンマーに所属するZiファイター。知的な性格の持ち主で、ブレードに対して並々ならぬ尊敬の念を抱いているが、実はリヒタースケールのボスであるアルファ・リヒターの息子であり、同組織に加担するピアーズ博士の紹介によりサベージハンマーに加入したことが明らかになる。「ゾイドは人を決して裏切らない」というメッセージが後半のブレードの心境に大きな変化をもたらしているが、物語序盤では捕獲したバスターイーグルを電磁ネットで縛り付けハッキングをしており、前後で設定に齟齬が見られる。
物語中盤、エナジーライガーにバスターフューラーを破壊され、打倒エナジーライガーに燃えるブレードに凱龍輝を託して姿を消す。その後、彼が再びブレードの前に現れた時は、意思の無いリヒターの忠実な下僕として洗脳されており、リヒターの都市計画を快く思わないZiファイターたちを次々と襲撃していた。最終局面ではゼネバス砲の砲手としてセイスモサウルスに搭乗していたが、ブレードの決死の行動により救出される。そして全てが終わった後、そこには洗脳が解けて元に戻った彼の姿があった。
乗機はバスターイーグルだが、物語後半はレオゲーターに搭乗している。
バートン / Burton
声 - 石野竜三
サベージハンマーに籍を置くZiファイター。敬語で話す特徴をもっているが、その本性は嫌味で残忍であり、そのためブレードとは対照的に卑劣な手段も平然とやってのける。バトル以外にもゾイドを使っての地上げ行為と言ったヤクザまがいの行動を取ることもあった。強豪時代のマッハストームを知っているようで、アッシュが乗っていたころのライガーゼロを称賛する発言が見られる（機体を受け継いだRDに対する当て付けではあるが）。
実はリヒタースケールから送り込まれた監視役であり、物語終盤でサベージハンマーが瓦解同然になった際にはサンドラに見切りをつけ、アルファ・リヒターの指揮下に入り、ストーム部隊を率いてレジスタンスへの総攻撃を指揮した。最後はレベッカのディメトロプテラと共に挟み撃ち戦法でRDのライガーゼロファルコンを苦しめるが、袂を分かったブレードの凱龍輝の乱入で形勢を逆転され、ゼロファルコンの渾身の一撃を受け敗北する。
乗機はロードゲイル。

#### クラッシャーズ
打倒マッハストームのためにサンドラが雇ったZiファイターの集団。類を見ない「4体ユニゾン」の成功により最強のゾイドを生み出すことを目論む。
ワッツ / Watts
声 - 中村秀利
クラッシャーズのリーダー格。クールで慇懃な性格。マットを言葉巧みにそそのかしてレオブレイズを奪い、マトリクスドラゴンへのユニゾンを実現した。サベージハンマーの次期主力メンバーの座を狙っていたが、エナジーライガーの乱入でマトリクスドラゴンが破壊されたため、その夢は潰えた。
乗機とするウネンラギアは、他のメンバーの機体とユニゾンを行うことにより、マトリクスドラゴンへとパワーアップする。
バルカン / Vulcan
声 - 西村知道
クラッシャーズの一員。攻撃的な性格で、すぐに手を出そうとしてはワッツに止められている。
乗機はモサスレッジ。
ミゲール / Miguel
声 - 桐井大介
クラッシャーズの一員。自分たちのゾイドがマットのレオブレイズとユニゾンできる個体であると突き止めた。
乗機はナイトワイズ。

### チーム・ブラックインパクト / Black Impact Team
ブルーシティのゾイドバトルにおけるチャンピオンチーム。所属Ziファイターは全員、チーム名を連想させるブラックカラーのブレードライガー（ブレードライガーBI）を愛機とする。
ラスターニ / Rastanni
声 - 小西克幸
ブラックインパクトのチームリーダーを務めるZiファイター。大企業の社長の息子であり、常に最高の戦闘を展開するとしてブルーシティでは最も人気のあるファイターであった。
後にテレビ局主催で行われたバトルロイヤルでは、恥をかきたくないために他のZiファイターと事前に打ち合わせて、RDを集中攻撃するという冷徹さを垣間見せているが、基本的に温厚で誇り高い性格である。チームへのキメラユニット導入に疑問を抱いた際は、バトルロイヤルのことを謝罪した上でRDにキメラユニット打倒を依頼している。キメラユニット暴走事件が終結した後、チーム運営権を任されることになる。
また、ブルーシティがアルファ・リヒターの支配下に置かれた際にはゾイドを没収されるも、後に他のZiファイターと共に最終決戦に駆けつけている。
レナート / Reynard
声 - 飛田展男
ラスターニの兄である実業家。典型的な効率主義者であり、いかなる場合であろうと利益とデータのみを重要視する。かつてはラスターニの教育係でもあった。
ゾイドバトルを単なるビジネスとして捉えている節があり、事業参入の一環として父親からブラックインパクトの経営権を掌握。そしてチームのオーナーに就任すると、手始めにバートンを経由してリヒタースケールから無人制御ゾイドであるキメラユニットの導入を推し進めた。だが、新生ブラックインパクトの初陣においてキメラユニットの暴走に直面し、結果的にブルーシティを危機にさらす失態を犯してしまう。事件後はゾイドバトルの経営の自信を無くしたとして、チームの運営権をラスターニに譲り、ゾイド関連の事業から撤退した。
ビリー
声 - 西本理一
ブラックインパクトに所属するZiファイター。バトルの際にはラスターニのサポートを担当する。
ジャッキー
声 - 下山吉光
ブラックインパクトに籍を置くZiファイター。ビリー同様、バトルではラスターニのサポートを行う。

### チーム・ドラールス / Dark Assassins Team
グリーンシティからやって来た双子・ドラールス兄弟のバトルチーム。ブラックインパクトとのエキシビションマッチにおいてZiユニゾンを発動、ブラックインパクトを打ち負かす。この試合により、ユニゾンの存在が一躍世間に知れ渡ることとなった。
マロイ・ドラールス / Malloy Dralles
声 - 山口隆行
ドラールス所属のZiファイターで、ドラールス兄弟の兄。背中まで伸ばした茶髪が特徴で、赤いコスチュームをまとっている。
バートンが持ち掛けた計画に従い、ラトルと共にマッハストームと対戦。綿密な計略で挑んできたマッハストームをユニゾンによる性能差で圧倒するも、RDとライガーゼロが予想外の粘りを見せたためにユニゾンの制限時間を迎えてしまい、引き分けに持ち込まれた。その際にRDを真のゾイド乗りと認めるような言葉を口にしている。その後もブルーシティに滞在していた模様だが、セイバータイガーホロテックとの戦いでは惨敗を喫している。23話のバラフの回想でアルファ・リヒターの私兵であるキュラッシャー隊によって弟のラトル共々拘束されてしまった。
乗機であるダークスパイナーは、ラトルのキラードームとのユニゾンを遂げることにより、“キラースパイナー”へと強化される。
ラトル・ドラールス / Rattle Dralles
声 - 桐井大介
ドラールス所属のZiファイターで、ドラールス兄弟の弟。緑色のコスチュームをまとっている。
キラードームを乗機としており、ユニゾンの際にはキラースナイパーの主力兵装としての役割を担う。23話でキュラッシャー隊によって兄のマロイ共々拘束されてしまった。

### ブルーシティ治安局 / Peacekeeping Bureau（PKB）
ブルーシティの治安を守る警察組織。ゾイドバトルストーリーにおける共和国系統の機甲戦ゾイドを主戦力としているが、劇中では追跡用のシンカーや航空隊に配備されたレイノスの姿も確認されている。
ガミー / Gummie
声 - 梁田清之
治安局のチーフ。豪快な性格をしており、色々と厄介を引き起こすRDとは腐れ縁の関係にある。また、新米時代から25年もの間ブルーシティの治安を守るべく活躍しており、市民の中には彼に対し厚い信頼を寄せる者も多い。
物語終盤で治安局に最新鋭キメラの導入が検討された際、その方針に懐疑的な態度を表していたが、直後にゴジュラスギガ暴走事件に巻き込まれ、さらに今までのゾイド関連の事件に関する責任を負わされ、交通課の巡査として遠方への左遷命令を受けてしまう。しかし、その後はリヒタースケールの危険性を察知すると愛機と共に脱走。最終局面ではRDたちと共にリヒタースケールに立ち向かった。
愛機はゴジュラスギガ。入隊当初はゴルヘックスが乗機であった。
チャオ / Ciao
声 - 恒松あゆみ
ガミーの部下。生真面目な性格の持ち主であり、ガミーと同じくRDが引き起こすトラブルに手を焼いている。その一方で、RDの正義感や実力は信頼しているようで、非番の時は彼の悩みを聞いたり、緊急時には協力を求めるといった場面がある。
乗機はアロザウラー。
ディド / Deed
声 - 保村真
ガミーの部下。チャオの相棒で、治安局内でも指折りの射撃の腕を持つ。また治安局員として、街の平和を守るためなら私情を捨てて物事を考えられるストイックな面がある。
乗機はゴルヘックス。

### サクイの民
リヒタースケールに雇われ、サクイの国からやって来た3人組。大勢の相手と素手で渡り合える実力を持っているが、どこか間の抜けたところがある。当初は刺客としてRDとブレードにバトルを仕掛けてきたが、その後は雇い主であったリヒタースケールの不穏な動きを察知。RDに力を貸すようになる。
バラフ / Vareth
声 - 三宅健太
野武士やヴァイキングに似た格好をした3人組のリーダー格。お馬鹿で豪放磊落な性格の持ち主だが、どこか憎めない。都会には過去にも訪れた経験があり、ファンとツルギに街の説明を行うこともあったが、どこかズレており、自動販売機の中に人が入っていると思い込んでいるなど、勘違いもある。その点も含め、しょっちゅうファンに突っ込まれている。
愛機はグラビティウルフ。
ツルギ / Dart
声 - 伊藤健太郎
忍者の如き装束で身を固めた3人組の1人。「ニン」が口癖の物静かな性格だが、目の前にドアがあった場合、決まって背中の刀を使い切断する悪癖を持つ。また、スイートに好意を抱いており、マッハストームの事務所を訪れた際にはデスクに飾られた花を手に取り、彼女に手渡すことが常となっている。
愛機はグラビティサイクス。
ファン / Sabre
声 - 笹本優子
中華風の服装を身に着けている3人組の紅一点。他の2人と同様にやや単純な一面があるものの、性格は常識的な部類である。そのためバラフのどこかズレた街の説明にすぐに気が付いた他、バラフのお馬鹿な言動には厳しいツッコミを入れることも多い。
愛機はグラビティザウラー。

### リヒタースケール / Richter Scale
物語の中盤から登場した謎の秘密組織。その正体は惑星Ziの支配を目標とするアルファ・リヒターが率いる軍事組織である。
アルファ・リヒター / Alpha Richter
声 - 関智一
リヒタースケールの統率者。表向きはブルーシティの市議会議員として、新たな都市計画を提唱している。莫大な財力を保有しており、有名な別荘地とされるベニエス高原には祖父から譲り受けた豪華な別荘も所有している。
父・ロブがサベージハンマーのオーナー・サンドラの母と再婚したことで両者は兄妹関係となっていた。父母の夫婦関係は良好でサンドラもそれを良しとしており、サンドラがマービスの一件で彼女の父・グラハムがマスクマンにより殺害されたと虚構を吹き込まれマッハストームやマスクマンを憎むようになると、彼女にチーム・サベージハンマーの結成を許可し裏社会の人間を紹介するなどして協力をしていた。また、息子はピアーズがサベージハンマーに紹介したリュック。
個々から自然的に形成されカオスしか生まない集団を絶対的な力を持つリーダーにより統率すべきという思想を人間やゾイドに対して持っており、それに基づいて自分の息子であるリュックを洗脳で支配したり、ブルーシティを足がかりとした惑星Zi全土支配の野望を抱く。また、用済みとなったものは即座に切り捨てたり、イレギュラーな状況を自分の手柄にするといった面も持つ。
“オペレーションジェネシス”という星を支配を実行するに相応しいゾイドの研究を進めており、物語のRDやブレードらの戦いを裏で糸を引いていた張本人。当初は義妹のサンドラ率いるサベージハンマーを隠れ蓑にしながらその候補であるライガータイプとT-REXタイプのデータを集め、その結果生まれたのが凱龍輝とエナジーライガーだったが、最終的に選んだのはさらに強大なセイスモサウルスであった。そして物語終盤、ブルーシティの市長就任と同時に治安局を再編し、私兵であるキュラッシャー隊を配備して独裁体制を築き上げた上で不要となったサベージハンマーおよびサンドラへの協力を断ち切り彼女から権力を剥奪した上で孤独に追いやる。そしてかつてのブルーシティの守護神と謳われていた治安局のゴジュラスギガをセイスモサウルスの一撃で即座に退けその力を誇示することで自身の思想通りに市民を力で支配し、強制的な都市の再開発計画とそれに反発の可能性のあるZiファイターたちからゾイドを奪って破壊するという政策を実施した。
最終的には自らアルティメットセイスモを指揮し洗脳したリュックを搭乗、エメラルドハーバーにてRDとブレードたちの前に立ちはだかる。激戦の末にその野望はセイスモもろとも潰え去り、自身も崩れ落ちるセイスモから這い出て来たところを治安局に押さえられ、あっけなく拘束された。
レベッカ / Rebecca
声 - 荒木香恵
アルファ・リヒターの秘書。リュックを操ってリヒターの都市計画に懐疑的なZiファイターを彼と共に次々と襲撃していた。
その後、ハルドがマッハストームに紹介した女性Ziファイターとして表向きはRDたちに協力するように思わせてレジスタンスとなった反リヒター派のZiファイターたちのアジトに潜り込み、彼らのゾイドに細工をして行動不能にするなどレジスタンスを内部から壊滅させようと画策した。最後の戦いではロードゲイルとの挟み撃ちでRDのゼロファルコンを翻弄したが、乱入してきたブレードの凱龍輝の前に敗れ去った。
乗機はオレンジ色のディメトロプテラ。ディメトロドンモードとプテラノドンモードへの変形機構を利用し、Ziファイターとしての表の顔とリヒタースケールの構成員としての裏の顔を使い分けてレジスタンスを欺いていた。

### その他
ジャック
声 - 小河正史
物語の前半にしばしば登場する、カップルの片割れの男性。普段はサングラスにリーゼントといった風貌だが、その素顔は優男と面持ちである。ダーツの名手らしい。
ベティー
声 - 生天目仁美
物語の前半にしばしば登場する、カップルの片割れの女性。ジャックの彼女だが、たまに公道を走るRDのライガーゼロにデートの邪魔をされる。
リーリン
声 - 寺田はるひ
ブルーシティのテレビ局のキャスター。「ゾイドバトルクラブ」というレギュラー番組を持つ。RDに好意を抱いていたのか、バトルロイヤル後に彼を食事に誘ったがRDはスイートとの約束を優先させたため、断られている。その後、アルファ新市長による独裁的な市政が始まると、自分たち（マスコミ）なりの方法で戦うとの信念でブルーシティ市民によるリコール運動やRDたちとセイスモサウルスの戦いの中継を積極的に担当していた。
ボーン / Bourne
声 - 土屋利秀
ジャンクヤードを根城とする盗賊団・ボーン一家の頭領。多数の斥候を率いており、谷を渡る輸送者に対して略奪行為を繰り返している。ハルドがレアメタルを輸送していることを耳にし、彼のグスタフを襲撃しようとしたが、ボルドガルドとライガーゼロフェニックスに倒された。
乗機とするブラキオレックスは、サマンサのミサイルトータスとのユニゾンによりブラキオトータスへの強化を遂げる。
サマンサ / Samantha
声 - 勝生真沙子
ボーン一家のサブリーダー格。手下たちからはアネゴの愛称で慕われており、略奪の際には主にボーンの補佐を務めている。
劇中では一貫してアネゴと呼ばれているが、ここではブラキオトータスのパッケージ表記に従い、本名のサマンサで呼称する。
ミサイルトータスを乗機とし、ユニゾン時にはブラキオトータスの主砲として稼動する。
キッド / Keith
声 - 咲野俊介
自らの強さを誇示するため、連続ゾイド襲撃事件を引き起こしたZiファイター。
かつてエミーとはコンビを組んでいたが、実力は今一つでそのことをゾイドに当てつけ、より強いゾイドを求めて彼女の前から姿を消した。その後、セイバータイガーホロテックを手に入れると、増長して愉快犯のように他のZiファイターのゾイドを不意打ちで次々と破壊して行った。しかし、その際に乗機を破壊されたシグマが新たに乗り換えたレオストライカーで敵討ちに現れ、特殊なペイント弾でセイバータイガーホロテックの透明化機能を無力化され敗北。エミーに「（ゾイドに）釣り合う男になりなさい」と諭された。
乗機はセイバータイガーホロテック。
バース
声 - 小山剛志
ハルドの使い。彼の頼みで、レオストライカーの整備とセイバータイガーホロテック対策の特殊な偏光ペイント塗料をシグマのところへ届けた。
ジーン・ホリデー / Jean
声 - 櫻井孝宏
マットが起こしたライガーゼロ暴走事故を止めたことでRDとチャオが知り合ったミラクルサーカス団のメンバー。口当たりの良いプレイボーイで、チャオは彼に好意を寄せるようになる。しかし、その正体はサーカスに扮してやってきた街のゾイドを盗んで回るゾイド窃盗団の一員で、サンドラとの契約でRDのライガーゼロを強奪するのが目的だった。最後はチャオ自身の手で捕らえられる。
乗機は背部にブースターキャノンを搭載したアロザウラー。
ロジャー / Rotten Roger
声 - 若本規夫
「地獄の破壊王」の異名で知られるZiファイター。バトルロイヤルに参加するためブルーシティにやってきた。
乗機はパーソナルカラーを施したジェノザウラー。
サラ / Sarah Storm
声 - 加藤優子
「超音速の翼」の二つ名を持つZiファイター。バトルロイヤルに参加するためブルーシティにやってきた。
乗機はレイノス。
ギルバート / Gilbert the Impaler
声 - 福山潤
「動く要塞」と呼ばれるZiファイター。バトルロイヤルに参加するためブルーシティにやってきた。
乗機はレッドホーンGC。
ドク / Doug
声 - 岸尾大輔
開拓団の一員。マッハストームに暴れまわる野良ゾイドのディスペロウとエヴォフライヤーのハンティングを依頼した。
マッハストームの作戦にも同行したが、戦いに巻き込まれ負傷した。気弱で温厚な性格だが、後に反リヒターのレジスタンスにも参加している。
愛機はヘルキャット。
フェニス / Venus
声 - 石村知子
ウルカの森をさまようRDの前に現れた謎の少女。ライガーゼロと意思を通わせることが出来る。他にもウルカの森に封印されていたジェットファルコンの再生を促し、封印場所の近くにいたマットにテレパシーのように自分の声を送るなど不思議な能力を持っている。
ジェットファルコンの復活後は、どこかへと姿を消した。
シン
声 - 桐井大介
遊覧ホエールキングをハイジャックして市長、乗客を人質にとり、治安局にアーロンファミリーのケビンの解放を要求する。要求が通らなかったため、人質を一人ずつ殺そうとしたが、空と船の中の敵を同時に相手したRDとライガーゼロファルコンの連携に敗れた。
乗機はダブルソーダ。
ピアーズ / Dr. Wolfgang Pierce
声 - 青野武
ゾイド研究の権威。Zi（ズィー）ユニゾンの名称を提案し、「全てのゾイドがユニゾンできる可能性がある」と説いた。また、Ziファイターたちから厚い信頼を寄せられている。アドバイザー的な存在でもあり、セイバータイガーホロテックの事件の際には治安局とマッハストームに協力することもある、気の良い老人。
その正体は自分が開発したゾイドに絶対の自信を見せるマッドサイエンティストであり、裏では密かにリヒタースケールと組んで、“オペレーションジェネシス”に基づき「世界制覇の象徴に相応しい最強のゾイド」を開発していた。リヒタースケールのボスであるリヒターの息子・リュックをサベージハンマーに紹介するなど、各所でリヒタースケールが陰ながら接触するよう行動していた。
物語終盤では治安局の信用を失墜させリヒターが新市長に就任できるように、「ゴジュラスギガの暴走事件の罪は、マッハストームのマスクマンにある」と嘘の告発をしてマッハストームの面々を逮捕されるよう仕組み、市民にとってゾイドが恐怖の存在であると認識させ、ガミーが治安局チーフの座を追われる原因を作る。
オペレーションジェネシスの一環でライガーゼロをベースにエナジーライガーの開発するがエナジーライガーには時折制御不能になる欠陥が発見されたため、アルファによりエナジーライガーを廃案にされ自身も計画から切り捨てられたことで彼に強い復讐心を抱き見返すべく、エナジーライガーを完成させるデータを集めるために、レイコングを使用して幾度となくRDとブレードたちの戦いに介入してくる。
第24話で本性を表し、一人称が「私」から「俺」に変わり口調も威圧的となった。乗機のレイコングと合体し、完璧な性能となった“エナジーレイライガー”でRDのライガーゼロファルコンとブレードの凱龍輝スピードを圧倒し、凱龍輝にユニゾンしていたエヴォフライヤーが大破してしまうが、精神的なショックから立ち直ったRDのライガーゼロファルコンの猛攻の前に敗北した。
乗機であるレイコングは、ユニゾンの際に制御ユニットとしてエナジーライガーの背部に合体する。

## 用語集
Zi（ズィー）ファイター
『ゾイドバトル』を行う戦士たちの総称。なお、本作と同時期の年代（ZAC2230年）を舞台としたバトルストーリー『三匹の虎伝説』の劇中では、ゾイドに無制限の武装を施すことが許可された唯一の存在として描かれている。
Ziファイターとなるためにはゾイドの操縦を扱った試験に合格する必要があるが、マットのような幼い子供でも受験することは可能となっている模様。
Zi（ズィー）コンガントレッド
ゾイド乗りが左腕に装着する電子機器。Ziファイターの証とされており（『ゾイド新世紀スラッシュゼロ』においても、同様の存在として携帯電子機器・ゾイドギアが登場する）、遠隔操作機能によってゾイドを呼び出すことも可能となっている（第21話）。ブレードのZiコンガントレッドのみ、凱龍輝専用のものが登場している。アメリカでは「Zi-Comm Gauntlet Zoids Zi-comm Control」としてハズブロ社よりゴールドカラーのシールドライガー・ゾイドバトルアクションフィギュアとのセットで玩具が発売されている。
Zi（ズィー）ユニゾン
ピアーズ博士によって提唱された、二機以上のゾイドによる合体現象。理論上は全てのゾイドが可能であるとされ、合体時には互いのゾイドコアを共振させることにより、性能や戦闘能力が大幅に向上される。しかし、発動の際はコアに多大な負担を及ぼすため制限時間が設けられており、タイムリミットを迎えた場合ゾイドは強制分離され、満足に動くことすら間々ならない状態に陥ってしまう。ただし、無限のエネルギーを供給し続けられるエナジーシステムを搭載したRDのジェットファルコンおよびライガーゼロファルコンは、ユニゾンのタイムリミットを無視して活動できていることが作中描写で確認できる。
また、ユニゾンに対応するゾイドはどの個体でもよいというわけではない。例えばマトリクスドラゴンの場合、ワッツたちは最後のピースとなるレオブレイズを何体も探し、ようやく自分たちのゾイドとのユニゾンに適合する個体を見つけることができている。
キメラユニット
物語中盤から登場する、戦術AIを搭載した無人ゾイド。リヒタースケールがオペレーションジェネシスのデータ収集およびブルーシティ制圧のために作り出した。AIにより計算され尽くした行動をとり、人間には耐えられないような動きで戦闘を行う。
キメラドラゴンを構成するフライシザース、シェルカーン、ディプロガンズ、デモンズヘッドはバートンを経由してチーム・ブラックインパクトの新オーナー・レナートが買い取り、シザーストーム、レーザーストーム、スティルアーマーはブルーシティに治安局ゾイドとして新規配属された。なお、シザーストームおよびレーザーストームは量産型キメラとして大量に配備され、セイスモサウルスのユニゾン用に巨大な個体が1機ずつ用意された。
ブルーシティ
本作での主な舞台となる、東方大陸に存在する近代都市。ゾイドバトルが盛んに行われており、そのためZiファイターたちからは聖地として特別視されている。
サクイの国
バラフ、ツルギ、ファンの出身地。遥か東方部にある国で、その文化は旧アジア圏におけるものに非常に近い。なお、リヒタースケールのアルファ・リヒターによれば「機械とは交わらない者たち」とのことだが、ゾイドに関してはその限りではないとされている。
キュラッシャー隊
物語の終盤、アルファ・リヒターの「ブルーシティ市長就任」に伴って新たに編成された、無人キメラユニット主要の治安局の特殊部隊。しかし、その実態はアルファの政策に反対する市民やZiファイターを弾圧する秘密警察的な組織である。
主力ゾイドは、最新鋭のキメラであるシザーストームとレーザーストーム。マービスの乗るスティルアーマーを隊長機としている。
オペレーションジェネシス
リヒタースケールのボス、アルファ・リヒターが惑星Ziを支配し手中に収めるための「究極のゾイド」開発計画。
そのベース候補に選ばれたのはライガーゼロとバーサークフューラーであり、その2体に搭乗するRDやブレードに影から様々な形で接触し戦闘データを収集。そして組織と組んだピアーズはゼロをベースにエナジーシステムを搭載したエナジーライガーを、リヒタースケールはバーサークフューラーをベースに凱龍輝を完成させたが、エナジーには時折制御不能となる欠陥が発見されたため、ピアーズはエナジー共々計画から外されることとなる。
完成した凱龍輝はリュックによりブレードの手にわたり、RDもまたゼロファルコンを誕生させたことで、彼らからさらなる戦闘データの収集を行い、最終的には究極のゾイド「セイスモサウルス」と量産型キメラ「シザーストーム」「レーザーストーム」が完成したことで、凱龍輝もゼロファルコンもエナジーライガーもアルファにとっては不要のものとなった。

## 製作
| 原作                                   | タカラトミー                                  |
| 総監督                                 | 山口頼房（第16話から）                        |
| 監督                                   | 蒔田浩二（第15話まで）                        |
| シリーズ構成                           | 白根秀樹                                      |
| キャラクターデザイン                   | 渡部圭祐                                      |
| メカニックデザイン                     | 岩瀧智、常木志伸                              |
| デジタルディレクター                   | 林成輝                                        |
| アニメーションディレクター             | 平野崇之                                      |
| VFXディレクター                        | 斉藤寛                                        |
| CGディレクター                         | 山口頼房（第15話まで） 中一大志（第16話から） |
| 3DCGIテクニカルディレクター            | 中一太志                                      |
| 3DCGキャラクターテクニカルディレクター | 海谷陽一                                      |
| 3DCGモデリングディレクター             | 長谷川歩                                      |
| 美術監督                               | 吉川洋史                                      |
| 色彩設計                               | 阿部みゆき                                    |
| 撮影監督                               | 今泉秀樹                                      |
| 編集                                   | 櫻井崇                                        |
| 音楽監督                               | 小室哲哉                                      |
| 音響監督                               | 明田川仁                                      |
| 3DCG制作                               | 小学館ミュージック&デジタル エンタテイメント  |
| デジタルプロデューサー                 | 西山宗弘                                      |
| アニメーションプロデューサー           | 木村健吾                                      |
| プロデューサー                         | 東不可止、中沢利洋                            |
| アニメーション制作                     | 東京キッズ                                    |
| 製作                                   | テレビ東京、小学館プロダクション              |
| ナレーション                           | 池田政典                                      |

過去のゾイドシリーズのアニメ作品がアメリカで人気を得たことから、アメリカの要請を受けて日本で制作された。当初は日本での放送は予定していなかったため、アメリカ側のオーダーが色濃く反映された内容となっている。

## 主題歌
オープニングテーマ「enemy of life」
作詞・作曲・編曲 - 小室哲哉 / 歌 - 2am
エンディングテーマ「self control 2004」
作詞・作曲・編曲 - 小室哲哉 / 歌 - 2am
主題歌を担当した2amは、宮迫博之と天方直実による音楽ユニットである。「enemy of life」は宮迫がボーカルを担当し、「self control 2004」では天方がメインボーカルを、宮迫がラップを担当している。なお「self control 2004」は、小室が制作したTM NETWORKの楽曲「Self Control」とは全く別の楽曲である。

## 各話リスト
| 話数 | サブタイトル                            | サブタイトル                            | 脚本     | 絵コンテ   | 演出       | 作画監督            | 放送日         |
| 話数 | 日本語題                                | 英題                                    | 脚本     | 絵コンテ   | 演出       | 作画監督            | 放送日         |
| ---- | --------------------------------------- | --------------------------------------- | -------- | ---------- | ---------- | ------------------- | -------------- |
| 1    | Ziに吹く風                              | Knockover on Planet Zi                  | 白根秀樹 | 飯島正勝   | 飯島正勝   | 君塚勝教            | 2004年 10月3日 |
| 2    | 1+1=?                                   | 1+1=?                                   | 佐藤拓   | 山口頼房   | 山口美浩   | 渡辺伸弘            | 10月10日       |
| 3    | 岩山の死闘                              | Enter the Fire Phoenix                  | 木村暢   | 大庭秀昭   | 大庭秀昭   | 竹田逸子            | 10月17日       |
| 4    | ライガーゼロフェニックス ズィーユニゾン | Fuzors Combine! Liger Zero Phoenix      | 木村暢   | 井草かほる | 篠崎康行   | 松岡秀明            | 10月24日       |
| 5    | 少年マット                              | The Kid Called Matt                     | 犬飼和彦 | 金子玲     | 日下雅     | 吉川真一            | 10月31日       |
| 6    | 熱砂ロード                              | Ambush in the Wasteland                 | 犬飼和彦 | 井草かほる | 井草かほる | 君塚勝教            | 11月7日        |
| 7    | 姿無き敵                                | The Unseen Enemy                        | 白根秀樹 | 大宅光子   | 赤井寅三   | 能地清              | 11月14日       |
| 8    | 青い稲妻                                | Blue Lightning                          | 白根秀樹 | 飯島正勝   | 篠崎康行   | 阿部和彦            | 11月21日       |
| 9    | がんばれ治安局                          | Good Work, Peace Keeping Bureau         | 木村暢   | 山田浩之   | 山口美浩   | 宇津木勇            | 11月28日       |
| 10   | 過去からの来訪者                        | Visitor from the Past                   | 犬飼和彦 | 矢野篤     | 日下雅     | 牛島勇二            | 12月5日        |
| 11   | 嵐のバトルロイヤル                      | Brutal Battle Royale                    | 犬飼和彦 | 金子玲     | 山内東生雄 | 松岡秀明            | 12月12日       |
| 12   | 対決!! RD対マット                       | The Kid Called Matt                     | 佐藤拓   | 大宅光子   | 赤井寅三   | 能地清              | 12月19日       |
| 13   | 三強激突                                | Three Teams Face Off                    | 木村暢   | 井草かほる | 山口美浩   | 君塚勝教            | 12月26日       |
| 14   | 魔竜覚醒                                | Awakening of the Evil Dragon            | 野中幸人 | 篠崎康行   | 篠崎康行   | 宇津木勇 川添政和   | 2005年 1月9日  |
| 15   | 失った翼                                | Lost Wings                              | 水越保   | 山田浩之   | 石田暢     | 牛島勇二 松川哲也   | 1月16日        |
| 16   | 新しき友                                | A New Friend                            | 佐藤拓   | 山田浩之   | 原田恵介   | 松岡秀明            | 1月23日        |
| 17   | 空の悪夢                                | Nightmare in the Sky                    | 犬飼和彦 | 大森英敏   | 山口美浩   | 阿部和彦            | 1月30日        |
| 18   | 栄光は誰がために                        | Glory For the Man                       | 野中幸人 | 金子玲     | 木下ゆうき | 木下ゆうき          | 2月6日         |
| 19   | 真昼の決闘                              | Showdown at High Noon                   | 水越保   | 釘宮洋     | 篠崎康行   | 高木信一郎 宇津木勇 | 2月13日        |
| 20   | エヴォリューション                      | Evolution                               | 木村暢   | 日下雅     | 日下雅     | 高橋典子 松川哲也   | 2月20日        |
| 21   | 水面と底流                              | The Waters Surface and the Undercurrent | 水越保   | 山田浩之   | 横田和善   | 君塚勝教            | 2月27日        |
| 22   | 破壊神暴走                              | The Rampage of the God of Destruction   | 野中幸人 | 大森英敏   | 楠本巨樹   | 松岡秀明            | 3月6日         |
| 23   | マッハストーム解散                      | The End of Mach Storm                   | 佐藤拓   | 東海林真一 | 木下ゆうき | 木下ゆうき          | 3月13日        |
| 24   | 伝説のゾイド                            | The Legendary Zoid                      | 佐藤拓   | 山田浩之   | 篠崎康行   | 土橋昭人 森田実     | 3月20日        |
| 25   | 決戦                                    | Showdown                                | 水越保   | 山田浩之   | 福本潔     | 高橋典子 松川哲也   | 3月27日        |
| 26   | 惑星Ziの青い空                          | Blue Skies over Planet Zi               | 野中幸人 | 大森英敏   | 山口美浩   | 渡部圭祐            | 4月3日         |

## ZOIDS Roots
AT-X限定で本作の後にミニ番組としてZOIDS Roots（ゾイドルーツ）が放送されていた。全14回。田島豊が出演していた。

## 放送
アメリカでは2003年10月4日から2003年12月27日までの前半13話のみで放送が終了。日本においては後半含む全26話が放送された。奈良テレビ放送でも「おはスタ」内で一度番宣がなされているが、最終的には放送されていない。
2007年4月1日からはトゥーン・ディズニーのJETIXで放送開始。
2016年9月25日よりキッズステーションで放送開始（『コロコロアニキ伝説』枠内）。

## 映像ソフト
2005年3月24日から7月27日にかけてDVD全9巻が発売された。
2015年8月6日にBlu-ray BOX発売。